# Plotopteridae
Los plotoptéridos (Plotopteridae) son una familia extinta de aves marinas no voladoras del orden Suliformes. Relacionadas con los cormoranes y alcatraces, muestran una notable evolución convergente con los pingüinos, y particularmente con los pingüinos gigantes extintos. Estas aves vivieron en el Pacífico Norte, justo al otro lado del mundo con respecto a los pingüinos, lo que ha llevado a describirlos en ocasiones como versiones suyas del hemisferio norte, aunque no estuvieran especialmente relacionados. Los estudios realizados sobre la anatomía de la cintura escapular, miembros anteriores y esternón de los plotoptéridos indican que, sin embargo, difieren significativamente del de los pingüinos, por lo que las comparaciones en términos de función pueden no ser muy acertadas.
Los fósiles de estas aves se han encontrado en Estados Unidos en los estados de California, Washington, Columbia Británica en Canadá y en Japón. Estos varían en tamaño desde el de un cormorán grande (como el cormorán de Brandt), hasta medir unos 2 metros de largo. Estas tenían alas cortas apropiadas para bucear y perseguir a sus presas bajo el agua (como los pingüinos y la extinta alca gigante), con el esqueleto del cuerpo similar al de un pato aguja y el cráneo semejante al de los súlidos.

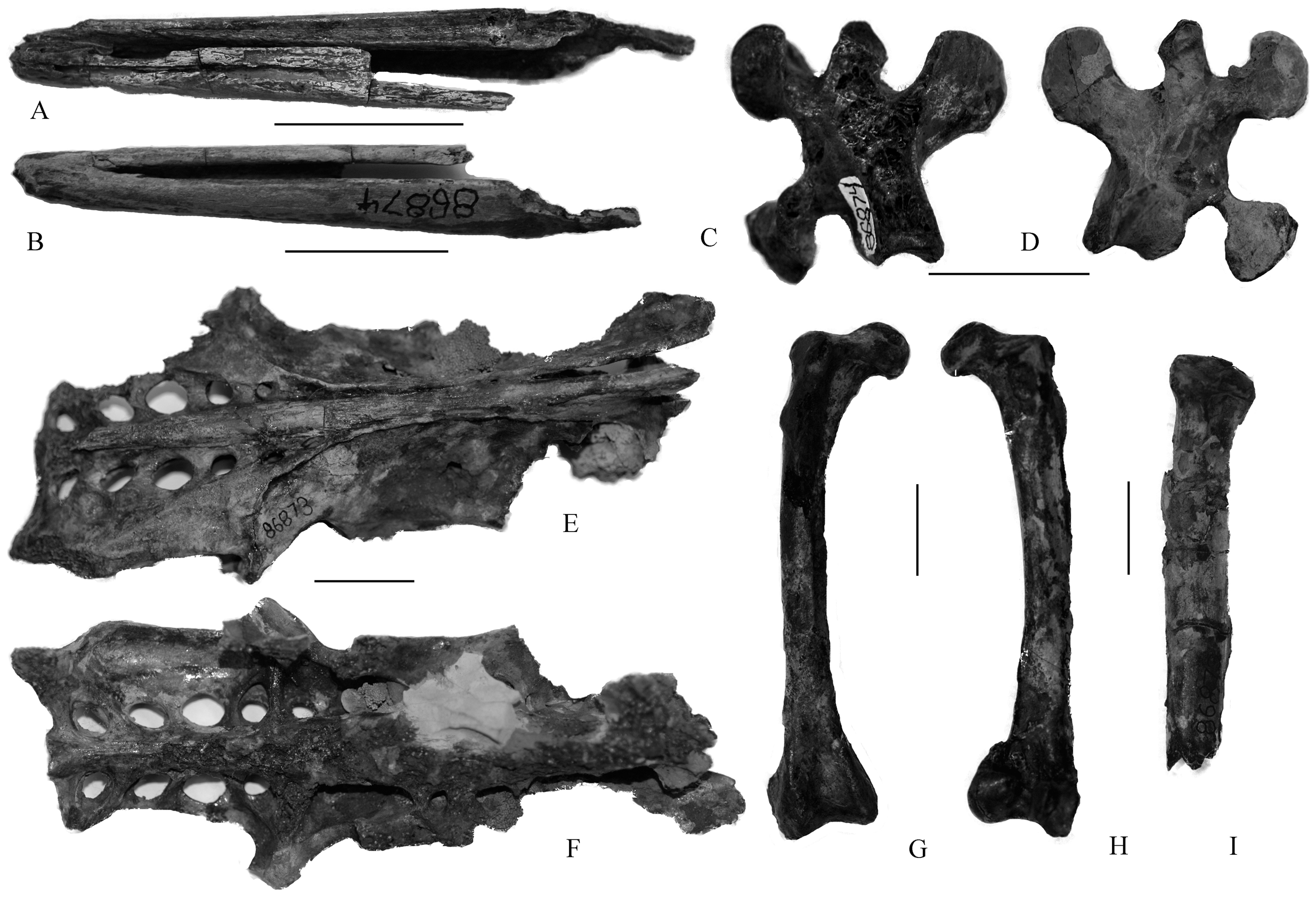
Fósiles de Tonsala hildegardae.

La especie más antigua de plotoptérido conocida, Phocavis maritimus, vivió a mediados del Eoceno, pero la mayoría de especies conocidas vivieron durante inicios y mediados del Mioceno, tras lo cual parece que se extinguieron. Desaparecieron más o menos al mismo tiempo que los grandes pingüinos paleeudiptinos del hemisferio sur, lo cual también coincide con la radiación evolutiva de los pinípedos y los delfinoideos, lo que ha llevado a especular que la expansión de estos mamíferos marinos fue responsable de la extinción de los Plotopteridae, aunque esto no ha sido examinado formalmente.